# Lovin' Junk
Lovin' Junk（ラヴィンジャンク）は、Diggy-MO'の6枚目のシングルである。2014年11月5日に発売された。

## 解説
- SOUL'd OUTが解散してから1枚目のシングル。
- このシングルから所属事務所はRuby Baby Production、レーベルはDo Re Miとなる。
- 「大航海」のイメージを彷彿とさせる曲となっている[1]。
- 2015年1月1日、iTunesでの配信が開始した。

## 収録曲

### CD
1. Lovin' Junk (6:17)
作詞：Diggy-MO' 作曲・編曲:Diggy-MO',JUNKOO
テレビ東京系『女の子宣言! アゲぽよTV』2015年1月度エンディングテーマ
2. ノンシャランにゆけば feat. SHEILA (4:08)
作詞：Diggy-MO' 作曲:Diggy-MO',櫻井陸来 編曲:Diggy-MO',Jeremy Quartus